# Si menor
Si menor (abreviatura no sistema europeu Si m e no sistema americano Bm) é a tonalidade que consiste na escala menor de si, e contém as notas si, dó sustenido, ré, mi, fá sustenido, sol, lá e si. A sua armadura contém dois sustenidos. A sua tonalidade relativa é ré maior e a sua tonalidade paralela é si maior.

## Usos
Considerando que si menor está estreitamente vinculado a ré maior, uma tonalidade muito comum, não é tão usada como tonalidade principal na música clássica. Si não é uma corda ou um harmónico natural em nenhum instrumento, excepto em alguns contrabaixos com 5 cordas com uma corda extra de si grave.
Na música barroca, si menor foi considerada como a tonalidade do «sofrimento passivo».
É uma tonalidade comum na música rock, folk, country e outros estilos guitarrísticos devido à afinação padrão da guitarra que provoca que as cordas livres sejam graus da escala de si menor.

## Composições clássicas em si menor
- Missa en si menor, Suite orquestral n.° 2 - J.S. Bach
- Sinfonia "Incompleta" - Franz Schubert
- Concerto para violino n.° 2 'La Campanella' - Niccolò Paganini
- Concerto n.º 2 para contrabaixo e orquestra - Giovanni Bottesini
- Sonata para piano em si menor - Franz Liszt
- Sinfonia n° 2 - Alexander Borodin
- Concerto para violoncelo - Antonín Dvořák
- Sinfonia Patética - Piotr Ilitch Tchaikovsky
- Concerto para violino - Edward Elgar
- Adagio do Concerto de Aranjuez - Joaquín Rodrigo
- Na Gruta do Rei da Montanha - Edvard Grieg